# Alexey Kolessov
Pour les articles homonymes, voir Kolessov.
Alexey Kolessov (né le 27 septembre 1984 à Oural) est un coureur cycliste kazakh.

## Palmarès sur route

### Par années
- 2004
  - Tour d'Azerbaïdjan :
    - Classement général
    - 4e étape
- 2008
  -  Médaillé d'argent du championnat d'Asie du contre-la-montre

### Classements mondiaux
| Année           | 2005 | 2006 | 2007 | 2008 | 2009 | 2010 |
| --------------- | ---- | ---- | ---- | ---- | ---- | ---- |
| UCI Asia Tour   | 123e |      |      | 163e |      | 263e |
| UCI Europe Tour | 793e | 968e |      |      |      |      |

## Palmarès sur piste

### Jeux olympiques
- Athènes 2004
  - 15e de la course aux points

### Championnats d'Asie
- Changwon 2003
  -  Médaillé de bronze de la course par élimination
- Nara 2008
  -  Médaillé d'argent de la poursuite
- Tenggarong 2009
  -  Médaillé de bronze de la poursuite par équipes